# Метод корекції зі зворотною передачею сигналу помилки
Метод корекції зі зворотною передачею сигналу помилки - стохастичний метод навчання перцептрона, необхідний для того, щоб гарантувати збіжність при змінних зв'язках більше ніж у одного шару. Метод був запропонований Розенблаттом для перцептрона зі змінними SA зв'язками і може бути використаний для бінарних багатошарових перцептронів. Є альтернативою методу зворотного поширення помилки, але на відміну від нього гарантує процес збіжності (досягнення рішення). 

## Алгоритм
- Для кожного R-елементу встановлюється помилка {\displaystyle E_{r}=R^{*}-r^{*}}, де {\displaystyle R^{*}} - необхідна, а {\displaystyle r^{*}} - досягнута реакція.
- Для кожного А-елемента {\displaystyle a_{i}} помилка обчислюється так: 
  - Спочатку {\displaystyle E_{i}=0};
  - Якщо елемент {\displaystyle a_{i}} активний і зв'язок {\displaystyle c_{(}ir)} закінчується на R-елементі з ненульовою помилкою {\displaystyle E_{r}}, що відрізняється по знаку від ваги зв'язку < math>w_ (ir)/math>, то з ймовірністю {\displaystyle p_{1}} до {\displaystyle E_{i}} слід додати корекцію, що дорівнює -1;
  - Якщо елемент {\displaystyle a_{i}} неактивний і зв'язок {\displaystyle c_{(}ir)} закінчується на R-елементі з ненульовою помилкою {\displaystyle E_{r}}, не відрізняється (збігається) за знаком від ваги зв'язку {\displaystyle w_{(}ir)}, то з ймовірністю {\displaystyle p_{2}} до {\displaystyle E_{i}} слід додати корекцію, що дорівнює 1;
  - Якщо елемент {\displaystyle a_{i}} неактивний і зв'язок {\displaystyle c_{(}ir)} закінчується на R-елементі з ненульовою помилкою {\displaystyle E_{r}}, що відрізняється по знаку від ваги зв'язку {\displaystyle w_{(}ir)} (або {\displaystyle w_{(}ir)=0}), то з ймовірністю {\displaystyle p_{3}} до {\displaystyle E_{i}} слід додати корекцію , що дорівнює 1;
  - При всіх інших умовах {\displaystyle E_{i}} не змінюється.
- Якщо {\displaystyle E_{i}\not =0}, то до всіх активних зв'язків, що закінчується на А чи R елементі, додаємо корекцію {\displaystyle \eta } з знаком, що збігається зі знаком {\displaystyle E_{i}}, тобто {\displaystyle \Delta w_{(}ij)=a_{i}^{*}sign(E_{i})\varepsilon }, де {\displaystyle \varepsilon } - абсолютне значення {\displaystyle \eta } (як правило одиниця ).

У більшості випадків найкращі характеристики можуть бути отримані якщо ймовірності будуть вибрана відповідно до наступного умові {\displaystyle p_{1}>p_{2}>p_{3}}.